# Lady Elgin (Schiff)
Die Lady Elgin war ein amerikanischer Raddampfer, der zwischen 1851 und 1860 Passagiere und Fracht auf den Großen Seen zwischen Chicago, Buffalo, Bayfield und Collingwood beförderte. Sie galt als Favorit unter der zahlenden Kundschaft und wurde auch „Die Königin der Großen Seen“ genannt. Am 8. September 1860 sank die Lady Elgin auf dem Michigansee bei Dunkelheit und schwerer See nach der Kollision mit dem Schoner Augusta. Bis zu 400 Menschen kamen durch das bis heute schwerste Schiffsunglück auf den Großen Seen ums Leben. Unter den Toten waren viele Deutsche und Iren. 1999 wurde das Wrack der Lady Elgin in das National Register of Historic Places aufgenommen.

## Das Schiff
Der aus Holz gebaute Raddampfer Lady Elgin entstand 1851 in der Traditionswerft Bidwell & Banta in Buffalo (US-Bundesstaat New York), in der viele Passagierschiffe für den Einsatz auf den Großen Seen entstanden. Das 77 Meter lange Dampfschiff verfügte über zwei Decks und zwei Seitenräder von jeweils 9,7 Meter Durchmesser. Am 5. November 1851 wurde das Schiff in Buffalo registriert. Namensgeberin des Schiffes war Mary Louisa Lambton, Lady Elgin (1819–1898), Ehefrau des Generalgouverneurs von Kanada 1847 bis 1854, James Bruce, 8. Earl of Elgin.
Auftraggeber und ursprünglicher Eigentümer war das in Buffalo ansässige Transportunternehmen Patchin & Appleby, das die Geschäftsleute Aaron Drake Patchin und Gillman D. Appleby gegründet hatten. Anschließend wechselte der Eigner mehrmals. Ab dem 24. Mai 1853 gehörte die Lady Elgin Thaddeus W. Patching aus Buffalo, ab dem 1. Juni 1854  der New York & Erie Railroad Company und ab dem 16. Mai 1856 Albert T. Spencer aus Chicago. Am 6. Juli 1860 kaufte Gurdon Saltonstall Hubbard, ein amerikanischer Unternehmer, Finanzier und Pelzhändler, das Schiff. Bevor er es in seinen Dienst stellte, ließ er es in Chicago renovieren.
Zu ihrer Zeit galt die Lady Elgin als einer der elegantesten Dampfer auf den Großen Seen und bekam den Beinamen Queen of the Great Lakes („Königin der Großen Seen“). Sie war ein Favorit unter den Reisenden. Zu Beginn ihrer Dienstzeit pendelte das Schiff zwischen Buffalo und Chicago, später zwischen Chicago und Collingwood in Ontario. Zum Ende ihrer Laufbahn lief sie zudem diverse weitere Häfen auf dem Michigansee, dem Eriesee und dem Oberen See an. Neben dem regulären Linienverkehr konnte das Schiff außerdem für Ausflüge gechartert werden. Dies war zum Beispiel im Februar 1855 der Fall, als die Ontario, Superior & Union Railroad den Dampfer mietete.

## Unfälle
Während ihrer neun Dienstjahre war die Lady Elgin in verschiedene Unfälle verwickelt. Am 28. Mai 1852 kollidierte sie auf dem Eriesee mit dem Schoner Florence. Im September 1854 sank sie vor Manitowoc (Wisconsin) nach der Kollision mit einem Felsen, wurde gehoben und wieder in Stand gesetzt. Im darauf folgenden Jahr kam es auf offener See zu einem Maschinenschaden. Am 30. Oktober 1857 wurde sie durch ein Feuer beschädigt. Am 24. Juni 1858 rammte sie vor Copper Harbor (Michigan) ein Riff. Nur zwei Monate später strandete sie auf dem Oberen See auf einer Sandbank in der Nähe des Leuchtturms von Au Sable Point.
Am 23. Oktober 1859 musste die Lady Elgin in den Hafen von Marquette (Michigan) geschleppt werden, nachdem ihr Kiel gebrochen war. Einen Monat später musste sie erneut abgeschleppt werden, nachdem es vor Point Iroquois zu einem Schaden an ihrer Kolbenmaschine gekommen war. Der amerikanische Historiker und Schriftsteller John Brandt Mansfield, der sich intensiv mit der Geschichte der Schifffahrt auf den Großen Seen befasste und mehrere Bücher darüber schrieb, bezeichnete die Lady Elgin in seinem wichtigsten Werk History of the Great Lakes als „einen der größten bekannten maritimen Schrecken“.

## Untergang

### Fahrt nach Chicago
Am Donnerstagabend, dem 6. September 1860 legte die Lady Elgin in Milwaukee (Wisconsin) unter dem Kommando von Kapitän John „Jack“ Wilson vom Dooley, Martin, Dousman, and Company Dock ab. Ein großer Teil der Passagiere waren Mitglieder des Irish Union Guard, einem Zusammenschluss irischer Einwanderer aus Milwaukee, die zu einer Rede des Senators von Illinois, Stephen A. Douglas, in Chicago unterwegs waren. Douglas war Kandidat der bevorstehenden US-Präsidentschaftswahl und befand sich auf Wahlreise. Sie stammten hauptsächlich aus dem Stadtbezirk Third Ward; unter ihnen Angestellte der Stadt und des Countys, Arbeiter, Jugendliche sowie die Milwaukee City Band. Aber auch zahlreiche weitere Fahrgäste, die bis nach Bayfield weiterreisen wollten, waren an Bord.
Das Schiff erreichte Chicago am 7. September, wo die Mitglieder der Vereinigung Douglas’ Rede beiwohnten und am selben Abend wieder an Bord der Lady Elgin gingen, um nach Milwaukee zurückzukehren. In Chicago stiegen der britische Zeitungsverleger Herbert Ingram, Gründer und Herausgeber der Illustrated London News, und sein ältester Sohn Herbert zu, der 15 Jahre alt war.
Gegen 23.30 Uhr legte das Schiff ab. An jenem Abend wurden die Passagiere auf dem Raddampfer von einem deutschen Blechbläserensemble unterhalten. Auf der Rückreise befanden sich schätzungsweise 600 bis 700 Personen an Bord des Raddampfers. In der Nacht vom 7. auf den 8. September 1860, als die Lady Elgin den Michigansee überquerte, herrschten sturmartige Winde und hoher Wellengang. Es regnete heftig, was die Sicht stark beeinträchtigte. Die meisten Passagiere gingen früh zu Bett, viele hielten sich aber auch noch im Salon des Schiffs auf, wo es Tanz und Musik gab.

### Kollision und Untergang
Gegen 02.30 Uhr nachts wurde die hell erleuchtete und weithin sichtbare Lady Elgin sieben bis neun Meilen vom Ufer entfernt zwischen Winnetka und Evanston von dem Schoner Augusta gesichtet. Die 39 m lange, 226 BRT große Augusta der Gesellschaft Bissel & Davidson, aus Port Huron kommend, war unbeleuchtet und hatte daher nicht rechtzeitig auf der Brücke der Lady Elgin ausgemacht werden können.
Der Bug des mit seiner Holzfracht vollkommen überladenen Seglers bohrte sich in die Backbordseite des Dampfers direkt vor dem Seitenrad. Er blieb einen Moment lang stecken, aber durch die Vorwärtsbewegung der Lady Elgin löste sich die Augusta wieder aus dem klaffenden Leck. Nach dem Zusammenstoß glaubte man an Bord der Augusta, die Lady Elgin hatte ihre Fahrt unbeeinträchtigt fortgesetzt. Da das Segelschiff beschädigt war, versuchte man, so schnell wie möglich Chicago zu erreichen. An Bord der schnell sinkenden Lady Elgin ordnete Kapitän Wilson an, die Fracht zum Ausgleich der Schlagseite über Bord zu werfen. Auf diese Weise sollte das an Backbord entstandene Loch in der Schiffshülle über die Wasserlinie gebracht werden. Auch die 60 Rinder sollten über Bord geworfen werden, aber nur eines konnte über die Deckkante geschoben werden. Zudem nahm Wilson Kurs auf das Land, um das Schiff stranden zu lassen, bevor es untergehen konnte. Unterdessen versuchten unter Deck Kohlentrimmer in den Kohlenbunkern, das Leck mit Matratzen zu stopfen.
An der Steuerbordseite wurde ein Rettungsboot unter dem Kommando des ersten Offiziers George Davis zu Wasser gelassen, dessen Mannschaft auf Geheiß des Kapitäns das Ausmaß des Schadens feststellen sollte. Es konnte allerdings nicht zum Schiff zurückkehren, da sich dieses zu schnell entfernte. Ein anderes Boot war leck und konnte nicht genutzt werden. Türen wurden eingetreten, um schlafende Passagiere zu wecken. Schnell brach eine unkontrollierbare Panik aus. Der Bug hatte den Boden des Sees berührt und steckte fest. 20 Minuten nach dem Zusammenprall kenterte der Dampfer nach Backbord und brach auseinander, wodurch Passagiere, Rinder, Planken und Trümmer durch die Luft geschleudert wurden. Während das Schiff sank, brach das oberste Deck teilweise vom Schiffsrumpf weg.

### Überlebenskampf
Die stürmische Nacht war von Blitzen durchzuckt, in deren Lichtschein ein großer Teppich aus Trümmern und Menschen ausgemacht werden konnte. Hunderte Passagiere drifteten in dem aufgewühlten Wasser und hielten sich an Wrackteilen fest. Zahlreiche Menschen wurden von gewaltigen Brechern unter Wasser gedrückt und ertranken, bevor sie das Ufer erreichen konnten. Die wenigsten konnten schwimmen und kaum jemand hatte Zeit oder Gelegenheit gehabt, sich eine Schwimmweste überzuziehen. Auf dem abgetrennten Oberdeck, das frei im Wasser trieb, hatte sich eine größere Gruppe von Überlebenden zusammengefunden. Im Lauf der Nacht trieb das Deck, das von den Wellen nach und nach in kleinere Stücke zerschlagen wurde, auf den Strand nahe Evanston zu. Als nach Tagesanbruch die Reste des Decks das Land erreichten, wurden viele der Menschen darauf durch die immer noch starke Brandung gegen die Felsen am Ufer geschleudert.
Nur zwei der vier vorhandenen Rettungsboote mit insgesamt 18 Personen darin erreichten das Ufer. Etwa ein Dutzend Personen überlebte auf den Resten des abgetrennten Oberdecks. Ein Mitglied der deutschen Band überlebte, indem es sich an seiner großen Trommel festhielt. Die Zahl der Überlebenden lag je nach Quelle zwischen 98 und 155. Viele von ihnen berichteten von den Bemühungen Kapitän Wilsons, so viele Leben wie möglich zu retten. Wilson war mit seinem Schiff untergegangen. Zwischen 350 und 400 Menschen starben bei der bisher größten Schiffskatastrophe auf den Großen Seen. Darunter befanden sich zahlreiche Mitglieder des Irish Union Guard sowie des Black Yaeger Club und des Green Yaeger Club, Vereinigungen deutscher Bürger der Stadt Milwaukee. Die genaue Zahl ist nicht bekannt, da die Passagierliste mit dem Schiff unterging und zudem davon ausgegangen wird, dass zahlreiche Reisende an Bord waren, die namentlich nicht erfasst wurden.
In den Wochen nach dem Untergang wurden zahlreiche Leichen aus dem Michigansee geborgen. Zwischen Mitte September und Anfang Oktober 1860 fanden in den angrenzenden Gemeinden bis zu zehn Beerdigungen pro Tag statt. 32 Kinder aus Milwaukee wurden zu Waisen, während 158 weitere jeweils einen Elternteil verloren. Ebenfalls unter den Toten befanden sich Herbert Ingram und sein Sohn, dessen Leiche nie gefunden wurde. In Erinnerung an die beiden wurden später von den Hinterbliebenen zwei Rettungsboote für die Küste von Lincolnshire gespendet, die ihre Namen trugen.

## Rechtliche Folgen
Der Eigner der Lady Elgin, Gurdon Saltonstall Hubbard, bekam eine Versicherungssumme von 12.000 US-Dollar ausgezahlt. Hubbard und auch die Versicherungsgesellschaft erklärten, dass das Schiff auch nach seinem Untergang immer noch ihr Eigentum sei. Der Kapitän der Augusta¸ Darius Nelson Malott, wurde festgenommen und in Chicago vor Gericht gebracht. Er wurde vom Anklagepunkt der Vernachlässigung der Navigation seines Schiffs freigesprochen. Das Untersuchungsgericht des Landkreises Cook County erklärte jedoch den zweiten Offizier der Augusta, George Budge, für unfähig und gab ihm die volle Schuld an der Katastrophe. Budge hatte zum Zeitpunkt der Kollision das Schiff geführt, da sich Kapitän Malott bereits gegen Mitternacht zurückgezogen hatte.
Es wurde geschätzt, dass die Schiffsführung der Augusta die Lady Elgin bereits ungefähr 20 Minuten vor der Kollision erstmals gesichtet, aber aufgrund des heftigen Regens die Entfernung falsch eingeschätzt hatte. Sowohl die Rettungsausrüstung als auch die Beleuchtung der Schiffe, die auf den Großen Seen verkehrten, wurden strenger reglementiert. Striktere Sicherheitsinspektionen rückten in den Vordergrund. Bei Evanston wurde eine neue Rettungsstation errichtet.

## Gedenken

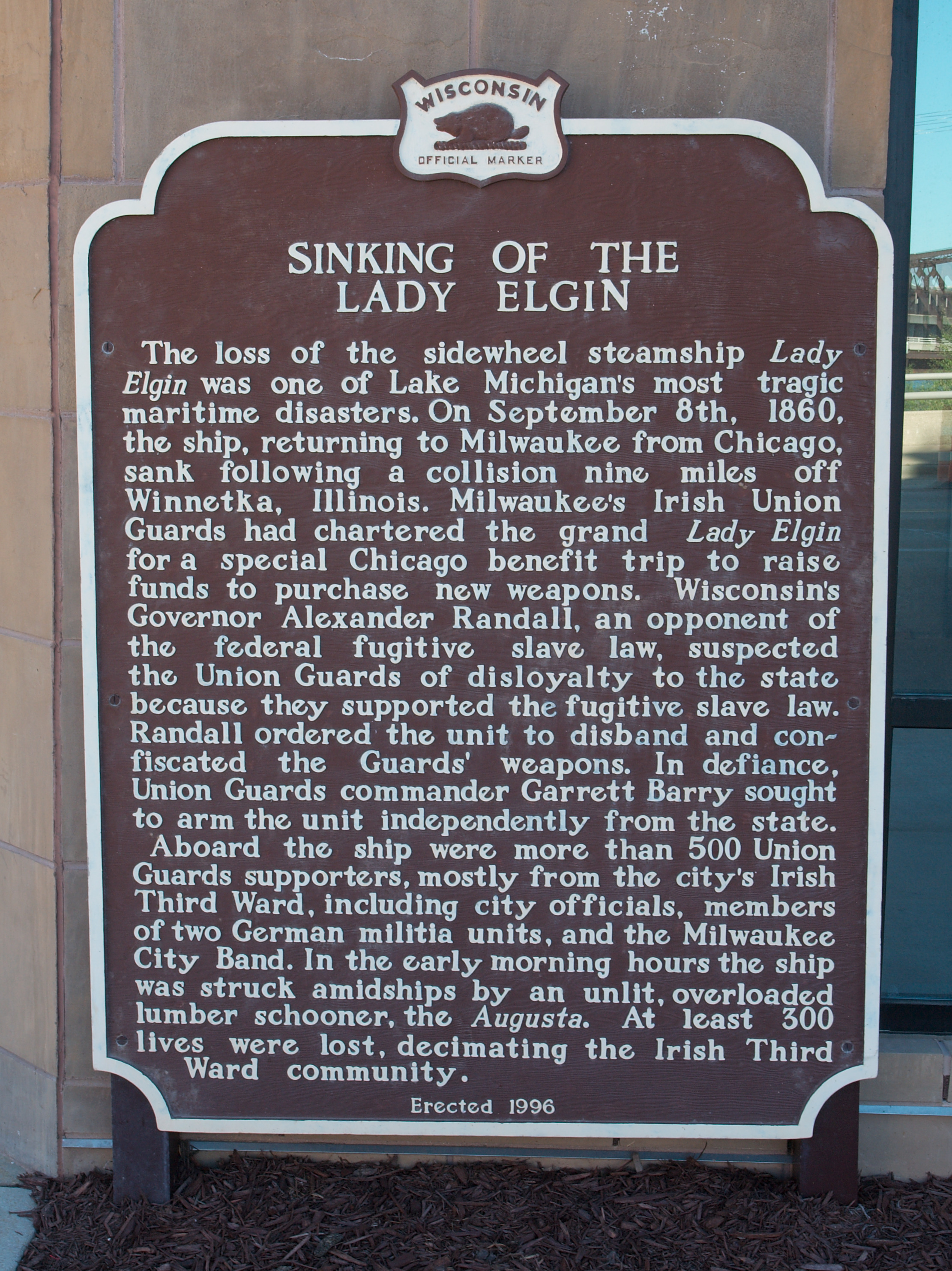
Die Gedenkplakette

Das heute unter Denkmalschutz stehende historische Stadtviertel Historic Third Ward in Milwaukee, das 1984 in das National Register of Historic Places aufgenommen wurde, war besonders von dem Unglück betroffen. Die irische Gemeinde wurde deutlich dezimiert. Heute erinnert dort eine Gedenkplakette an die Tragödie. Auf dem Friedhof Calvary Cemetery steht ebenfalls ein Denkmal, da dort viele der geborgenen Opfer bestattet wurden.
Der amerikanische Komponist und Texter Henry Clay Work (1832–1884) schrieb das Lied Lost on the Lady Elgin, das in den Jahren nach dem Unglück bei Zusammenkünften und Feierlichkeiten betroffener Familien und auch bei öffentlichen Veranstaltungen gesungen wurde. Das Heimatmuseum The Irish Cultural and Heritage Center of Wisconsin in Milwaukee hat 200.000 US-Dollar an Spendengeldern für eine Bronzestatue zum Gedenken an die Lady Elgin zusammengetragen.

## Das Wrack
Das Wrack der Lady Elgin liegt in 15 bis 18 Metern Tiefe wenige Meilen vor der Stadt Highwood (Illinois). Es wurde erst im Mai 1989 von dem in Chicago ansässigen Wracktaucher, Hydrografen und Bergungsspezialisten Harry Zych gefunden. Nach rechtlichen Auseinandersetzungen gehört ihm das Wrack seit dem Jahr 1999. Die Überreste des zerbrochenen Schiffs sind auf vier Trümmerteppiche verteilt, denen im Lauf der Jahre viele Gegenstände entnommen wurden. Taucher, die das Wrack erkunden möchten, benötigen die Genehmigung von Harry Zychs Lady Elgin Foundation.
Das Wrack der Lady Elgin wurde in die Verzeichnisse der Chicago Maritime Society (CMS) und der Underwater Archaeological Society of Chicago (UASC) und 1999 schließlich in das bundesweite National Register of Historic Places (Registrierungsnummer #94000362) aufgenommen.